# Куп европских изазивача у рагбију 2004/05.
Куп европских изазивача у рагбију 2004/05. (службени назив: 2004–05 European Rugby Challenge Cup) је било 9. издање овог другог по квалитету, европског клупског рагби такмичења. 
Учествовало је 28 рагби тимова из Европе, а на крају је Сејл освојио титулу, пошто је у финалу у Оксфорду савладао По. Ово је била последња сезона, у којој је био нокаут систем такмичења.

## 1. коло
Прве утакмице
Коимбра - Бордерс 3-98
Вустер - Брив 29-15
Гран парма - По 15-35
Лаквила - Ажен 27-50
Ровиго - Монпеље 7-51
Петрарка - Безије 24-57
Ваљадолид - Виадана 3-88
Ох герс - Лондон ајриш 18-20
Бајон - Сараценс 21-24
Гренобл - Лидс 9-9
Нарбон - Конот 25-11
Леонеса - Клермон 0-65
Ел салвадор - Овермах 36-12
Катанија - Сејл 22-31
Друге утакмице
Бордерс - Коимбра 107-3
Монпеље - Ровиго 59-3
Сараценс - Бајон 36-10
Лидс - Гренобл 17-18
Конот - Нарбон 40-21
Овермах - Ел Салвадор 36-10
Безије - Петрарка 69-18
По - Гран парма 31-22
Ажен - Лаквила 59-21
Брив - Вустер 40-10
Клермон - Леонеса 51-6
Виадана - Ваљадолид 59-7
Лондон ајриш - Ох герс 42-18
Сејл - Катанија 50-3

## 2. коло
Прве утакмице
Безије - Гренобл 12-27
Конот - Монпеље 56-3
Овермах - Сараценс 19-18
Нарбон - Сејл 15-33
По - Лондон ајриш 25-19
Ажен - Виадана 23-15
Брив - Ел Салвадор 57-6
Клермон - Бордерс 44-14
Друге утакмице
Гренобл - Безије 38-26
Монпеље - Конот 19-14
Сејл - Нарбон 25-10
Виадана - Ажен 22-17
Ел Салвадор - Брив 23-45
Бордерс - Клермон 23-34
Лондон ајриш - По 19-16
Сараценс - Овермах 52-6

## Четвртфинале челинџ купа
Прве утакмице
Гренобл - Конот 21-26
Сејл - Ажен 34-18
По - Клермон 25-21
Сараценс - Брив 19-6
Друге утакмице
Клермон - По 26-25
Конот - Гренобл 19-3
Ажен - Сејл 17-15
Брив - Сараценс 31-16

## Полуфинале челинџ купа
Прве утакмице
Конот - Сејл 18-25
По - Брив 37-16
Друге утакмице
Брив - По 27-13
Сејл - Конот 59-9

## Финале
| Сејл шаркс | 27 - 3 | По |
| ---------- | ------ | -- |
|            |        |    |

| Победник Челинџ купа у рагбију 2005. |
| ------------------------------------ |
| Сејл 2. титула                       |

## Стастика
Највише поена
- Пол Ворвик 97, Конот

Највише есеја
- Марк Квејто 9, Сејл